# NGC 4000
NGC 4000 este o galaxie spirală situată în constelația Leul. A fost descoperită în 25 aprilie 1878 de către Lawrence Parsons.